# Torrella (kommun)
Torrella är en kommun i Spanien.   Den ligger i provinsen Província de València och regionen Valencia, i den östra delen av landet, 300 km sydost om huvudstaden Madrid. Antalet invånare är 158. Arean är 1,1 kvadratkilometer. Torrella gränsar till Canals, Cerdà, La Granja de la Costera, Llanera de Ranes, Novetlè, Vallés och Xàtiva. 
Terrängen i Torrella är platt.